# Tyskundervisning i Sverige
Tyskundervisning, eller vardagligt tyska, kallas undervisning i tyska i skolan.

## Sverige
Tyska infördes i den svenska skolan 1807, som andra främmande modernt språk efter franska (och latin). 1859 ersatte det franskan som första främmande språk på alla dåvarande gymnasielinjer. Den 10 mars 1939 beslutade Sveriges regering om försöksverksamhet med engelska som första främmande språk i ett antal skolor, och engelskan infördes som första språk i hela Sverige den 26 augusti 1946 . Länge kom sedan tyskundervisningen i enhetsskola-grundskolan att förknippas med att börja i årskurs 7. Efter 1994 har man gått längre ner i åldrarna.
I Hjalmar Hjorths och Sven Lides tyska grammatik ändrades exemplet "Gott hat die Welt geschaffen" (Gud har skapat världen) 1937 till "Der Führer hat Ordnung geschaffen" ("Führern har skapat ordning") och efter andra världskriget till "Der Künstler hat ein Meisterwerk geschaffen" (Konstnären har skapat ett mästerverk).